# Dariusz Krupicz
Dariusz Andrzej Krupicz (ur. 12 lutego 1962 w Warszawie) – polski muzyk, perkusista.

## Życiorys
W 1984 roku razem z Markiem Kościkiewiczem i Piotrem Kubiaczykiem założył zespół Mono. W 1987 roku zespół zmienił nazwę na De Mono. Jest współkompozytorem utworów z pierwszych dwóch płyt: Kochać inaczej (1989) i Oh Yeah! (1990). Następnie, nagrał wraz z zespołem kolejne płyty: Stop (1992), Abrasax (1994), Paparazzi (1997), Play (1999) i De Luxe (2001). Chociaż nie uczestniczył w nagraniu płyty Siedem dni (2006), wciąż był wtedy w składzie De Mono (do 2007 r.) i pojawił się na okładce albumu oraz w materiałach promocyjnych. W czasach sporu o nazwę grupy De Mono (kiedy to od 2008 r. do 2020 r., dwa zespoły grały równolegle pod tym samym szyldem), Dariusz Krupicz znalazł się w składzie skompletowanym przez Marka Kościkiewicza - skład ten nagrał i wydał płytę Enter (2017).
W 1996 roku wspólnie z Piotrem Kubiaczykiem założył zespół Magma, z którym nagrał m.in. utwory: „Aicha”, „Wszystkie chwile” oraz „Kochać i pragnąć”.
W 2017 roku, jako jeden z 27 muzyków, nagrał dla Puckiego hospicjum pw. św Ojca Pio Ks. Jana Kaczkowskiego hymn pt. „Jak płomyk zapałki”. Do którego tekst napisał Bogdan Loebl.